# Португалия на летних Олимпийских играх 1924
Португалия принимала участие в Летних Олимпийских играх 1924 года в Антверпене (Бельгия) в третий раз за свою историю, и завоевала одну бронзовую медаль.

## Бронза
Конный спорт, мужчины - António Borges, Hélder de Souza, José Mouzinho.